# Felső tízezer dollár
Felső tízezer dollár (V.I.P.) 1991-ben bemutatott lengyel-francia-belga film, amelyet Juliusz Machulski rendezett. Magyarországon az HBO vetítette 1997-ben szinkronnal.

## Szereplők
- Wojciech Malajkat - Roman Natorski
- Liza Machulska
- Cezary Pazura - Malyszko
- Beata Tyszkiewicz - Roman anyja
- Marek Barbasiewicz - Bjoern Thoreel
- Paul Barge
- Antonina Girycz
- Marian Glinka - Bunio
- Andrzej Grabarczyk - Delecta titkára
- Alina Janowska - Greboszowa
- Max Kasch - Jeremy
- Marek Kondrat
- Ryszard Kotys - rendőr
- Piotr Machalica
- Krzysztof Majchrzak